# Can Font de Cirerencs
Can Font de Cirerencs és una masia del municipi de Castellgalí (Bages) inclosa en l'Inventari del Patrimoni Arquitectònic de Catalunya.
Can Font de Cirerencs també dona nom a un veïnat de masies disperses del municipi de Castellgalí, al Bages. Està format per cases de pagès antigues, les quals estan ubicades a l'altre vessant del riu Cardener, cosa que antigament dificultava la seva comunicació amb la resta del poble degut a les crescudes del riu.
Antigament també s'havia anomenat mas Ràfecs i mas Antic.

## Descripció
Masia formada per un cos de planta rectangular i teulada a dues vessants. Té planta baixa, pis i golfes. Té una torre adossada coronada per merlets. La porta d'entrada a la casa és d'arc de mig punt adovellat. A l'edifici original posteriorment se li va afegir un cos lateral maclat a la façana principal format per planta baixa, pis amb galeria i terrat. La galeria és de maó arrebossat amb incrustacions ceràmiques i la barana és balustrada. El terrat combina barana i d'obra i ferro. La galeria i la decoració exterior de tot el conjunt és fruit d'una restauració del 1920. A l'interior hi ha un celler amb arcades de pedra que conserva bótes del segle xvii. La torre fou utilitzada com a presó.

## Història
Les mencions més antigues d'aquest mas corresponen a documents de l'any 963 i altre cop l'any 1020 on se'l denomina com a villam Raffechs.
Als segles XVII - XIX es van fer sengles ampliacions, tal com queda documentat a les dates de les llindes: 1668 i 1843.
L'any 1920 l'arquitecte J. Firmat i Serramatera va fer una restauració.
L'Arxiu documental familiar es va perdre durant la Guerra Civil. Segons la bibliografia, apareix un Pere Siranencs, batlle de Castellgalí el 1473.